# Game Bubbles
Game Bubbles var ett TV-program producerat av Xover TV. I programmet fick programledaren Henrik Falk gäster i form av spelrecensenter som testade nya spelsläpp i studion. Game Bubbles sändes i Kanal Lokal.